# سوسک‌های شاخ‌گلویی
سوسک‌های شاخ‌گلویی (نام علمی: Prostomidae) نام یک خانواده از بالاخانواده شب‌روواران است.